# Drosophila boraceia
Drosophila boraceia är en tvåvingeart som beskrevs av Vilela och Val 2004. Drosophila boraceia ingår i släktet Drosophila och familjen daggflugor.
Artens utbredningsområde är Brasilien.